# Anthurium cerropelonense
Anthurium cerropelonense är en kallaväxtart som beskrevs av Eizi Matuda. Anthurium cerropelonense ingår i släktet Anthurium och familjen kallaväxter. Inga underarter finns listade.